# Yuzuki Watase
Yuzuki Watase (japanisch 渡瀬 結月 Watase Yuzuki, * am 18. Februar 2003 in der Präfektur Chiba) ist eine japanische Seiyū und Musikerin. Sie steht bei der Künstleragentur HiBiKi unter Vertrag.
Ihre erste Rolle als Synchronsprecherin hatte Watase im Medienfranchise D4DJ des Unternehmens Bushiroad. Des Weiteren ist sie Gitarristin der Symphonic-Metal-Band Ave Mujica, die zum BanG-Dream!-Franchise gehört.

## Werdegang
Watase wurde am 18. Februar 2013 in der Präfektur Chiba geboren.
Im April 2020 wurde sie für das Mixed-Media-Projekt D4DJ in der Rolle der Miiko Takeshita gecastet und wurde dadurch Mitglied des DJ-Kollektivs Lyrical Lily, das ebenfalls zum Franchise gehört. Im gleichen Monat unterzeichnete sie einen Vertrag bei der Künstleragentur HiBiKi.
Im Mai 2021 debütierte Watase als Ringsprecherin der Wrestling-Promotion World Wonder Ring Stardom des Unternehmens Bushiroad. Ihr erster Einsatz war am 14. Mai in der Kōrakuen-Halle in Tokio.
Im September 2023 wurde sie Mitglied der Band Ave Mujica, die zum BanG-Dream!-Franchise gehört. Innerhalb des Projektes verkörpert Watase den Charakter Mutsumi Wakaba, die im fiktiven Universum Gitarristin von Ave Mujica ist. Watase lernte erst nach ihrem Einstieg bei Ave Mujica, Gitarre zu spielen.
Neben ihren Aktivitäten bei D4DJ und BanG Dream! hatte Watase einige kleinere Sprechrollen als Synchronsprecherin in Anime-Produktionen, darunter in D Cide Träumerei, Joran: The Princess of Snow and Blood, The Fruit of Evolution, The Great Cleric und My Tiny Senpai.

## Sprechrollen
| Anime-Produktionen - 2021: D4DJ First Mix als Miiko Takeshita - 2021: D4DJ Petit Mix (ONA) als Miiko Takeshita - 2023: D4DJ All Mix als Miiko Takeshita - 2023: BanG Dream! It’s MyGO!!!!! als Mutsumi Wakaba/Mortis - 2023: BanG Dream! Ave Mujica als Mutsumi Wakaba/Mortis | Videospiel-Produktionen - 2020: D4DJ Groovy Mix als Miiko Takeshita - 2023: BanG Dream! Girls Band Party! als Mutsumi Wakaba/Mortis - 2025: Progress Orders als Gyew-gyew |

## Diskografie

### Mit Lyrical Lily

#### Alben
| Jahr | Titel Musiklabel                  | Höchstplatzierung, Gesamtwochen, AuszeichnungChartsChartplatzierungen (Jahr, Titel, Musiklabel, Platzierungen, Wochen, Auszeichnungen, Anmerkungen) | Anmerkungen                         |
| Jahr | Titel Musiklabel                  | JP | Anmerkungen                         |
| ---- | --------------------------------- | --- | ----------------------------------- |
| 2022 | Lyrical Anthology Bushiroad Music | JP22 (2 Wo.)JP | Erstveröffentlichung: 29. Juni 2022 |

#### EPs
| Jahr | Titel Musiklabel             | Höchstplatzierung, Gesamtwochen, AuszeichnungChartsChartplatzierungen (Jahr, Titel, Musiklabel, Platzierungen, Wochen, Auszeichnungen, Anmerkungen) | Anmerkungen                           |
| Jahr | Titel Musiklabel             | JP | Anmerkungen                           |
| ---- | ---------------------------- | --- | ------------------------------------- |
| 2023 | Hello World! Bushiroad Music | — | Erstveröffentlichung: 4. Oktober 2023 |

#### Singles
| Jahr | Titel Album                              | Höchstplatzierung, Gesamtwochen, AuszeichnungChartsChartplatzierungen (Jahr, Titel, Album, Platzierungen, Wochen, Auszeichnungen, Anmerkungen) | Anmerkungen                             |
| Jahr | Titel Album                              | JP | Anmerkungen                             |
| ---- | ---------------------------------------- | --- | --------------------------------------- |
| 2020 | Wagahai yo Neko de are Lyrical Anthology | JP21 (8 Wo.)JP | Erstveröffentlichung: 16. Dezember 2020 |
| 2021 | Petit Prince Lyrical Anthology           | JP18 (5 Wo.)JP | Erstveröffentlichung: 18. August 2021   |
| 2021 | Bōken-ō! Lyrical Anthology               | JP20 (3 Wo.)JP | Erstveröffentlichung: 24. November 2021 |
| 2023 | Maihime –                                | JP26 (5 Wo.)JP | Erstveröffentlichung: 15. Februar 2023  |
| 2023 | Sākasu e Yōkoso –                        | JP31 (2 Wo.)JP | Erstveröffentlichung: 14. Juni 2023     |
| 2024 | Manatsu no Asa no Yume –                 | JP27 (2 Wo.)JP | Erstveröffentlichung: 10. Januar 2024   |

### Mit Ave Mujica
- → Hauptartikel: BanG Dream!/Diskografie#Ave Mujica